# Brenda Lawson
Brenda Catherine Lawson (* 30. Oktober 1967 in Nelson, Neuseeland) ist eine ehemalige neuseeländische Ruderin. 

## Leben und Karriere
Bei den Weltmeisterschaften 1990 trat Brenda Lawson in zwei Bootsklassen an. Sie belegte den sechsten Platz im Vierer ohne Steuerfrau und den vierten Platz im Achter. 1991 kam der neuseeländische Achter lediglich auf den achten Platz. 
1992 bildete Brenda Lawson mit Philippa Baker einen Doppelzweier. Die beiden Neuseeländerinnen erreichten bei den Olympischen Spielen in Barcelona den vierten Platz mit etwa anderthalb Sekunden Rückstand auf die drittplatzierten Chinesinnen. 1993 startete Lawson bei den Weltcup-Regatten im Einer und siegte bei den Rennen in Melbourne und in Mexiko-Stadt. Bei den Weltmeisterschaften gewann sie zusammen mit Baker den Titel im Doppelzweier vor den Deutschen und den Bulgarinnen. 1994 verteidigten die beiden ihren Titel vor den Kanadierinnen und den Deutschen. 1995 siegten die Kanadierinnen vor den Niederländerinnen, Lawson und Baker gewannen die Bronzemedaille. Bei den Olympischen Spielen 1996 in Atlanta erreichten die beiden Neuseeländerinnen noch einmal das Finale, kamen dort aber nur auf den sechsten Platz.